# Zygia megistocarpa
Zygia megistocarpa là một loài thực vật có hoa trong họ Đậu. Loài này được (C.Barbosa) L.Rico miêu tả khoa học đầu tiên.